# 1974 en Saskatchewan
Chronologie de la Saskatchewan
- 1970
- 1971
- 1972
- 1973
- 1974
- 1975
- 1976
- 1977
- 1978

Cette page concerne des événements d'actualité qui se sont produits durant l'année 1974 dans la province canadienne de la Saskatchewan.

## Politique
- Premier ministre : Allan Blakeney
- Chef de l'Opposition :
- Lieutenant-gouverneur : Stephen Worobetz
- Législature :

## Naissances

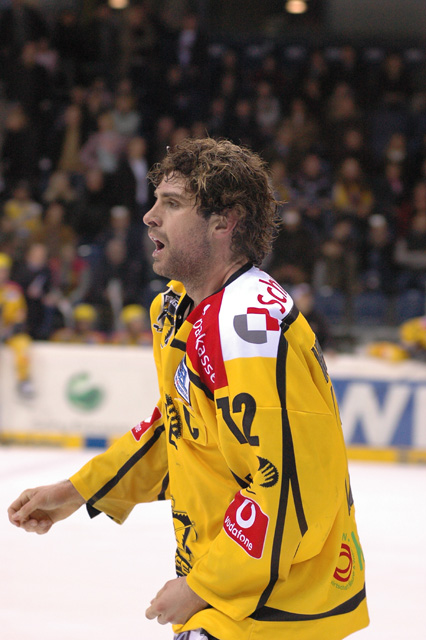
Chris Herperger

- 24 février : Chris Herperger (né à Esterhazy) est un joueur de hockey sur glace retraité évoluant à la position de centre.

- 12 mars : Jeremy Hunt né à Macklin (Saskatchewan), est un coureur cycliste britannique. Il est professionnel de 1996 à 2012.

- 4 juin : Jeff Toms (né à Swift Current) est un joueur professionnel de hockey sur glace canadien. Il évolue au poste d'attaquant.